# Alexia Bryn
Alexia Marie Johnsen Bryn, z domu Schøien (ur. 24 marca 1889 w Oslo, zm. 19 lipca 1983 tamże) – norweska łyżwiarka figurowa, startująca w parach sportowych z mężem Yngvarem Brynem. Wicemistrzyni olimpijska z Antwerpii (1920), wicemistrzyni (1923) i brązowa medalistka mistrzostw świata (1912), 10-krotna mistrzyni Norwegii (1908–1913, 1919–1922).
W 1920 roku Alexia i Yngvar Bryn zostali pierwszymi norweskimi medalistami w łyżwiarstwie figurowym.

## Życiorys
Urodziła się w Oslo, w rodzinie Andreasa Johnsena Schøiena i Marthe Karine Torgersen.
W wieku 18 lat Alexia Schøien zaczęła jeździć w parze z osiem lat starszym Yngvarem Brynem, który w tamtym czasie był już znanym sportowcem (startował w biegach na 200 metrów i na 400 metrów na igrzyskach olimpijskich 1900 w Paryżu). Po zakończeniu kariery sprinterskiej Yngvar zainteresował się łyżwiarstwem, dlatego zgłosił się do klubu Christiania SC, gdzie poznał Alexię. Alexia i Yngvar zdobyli dwa tytuły mistrzowskie w kraju, jednak ich pierwszy występ na arenie międzynarodowej był nieudany. Zajęli piąte, ostatnie miejsce na mistrzostwach świata 1909 w Sztokholmie. Na mistrzostwa świata powrócili jako pięciokrotni mistrzowie Norwegii w 1912 roku zdobywając brązowy medal. W tym samym roku, krótko po mistrzostwach wzięli ślub. Ich dobrze zapowiadającą się karierę przerwała I wojna światowa. Po powrocie do startów zostali pierwszymi łyżwiarzami figurowymi, a jednocześnie pierwszą parą sportową, która zdobyła w tej dyscyplinie medal olimpijski dla Norwegii. Na igrzyskach przegrali jedynie z reprezentantami Finlandii Ludowiką i Walterem Jakobssonami. Ich medale olimpijskie są prezentowane w kolekcji Skøytemuseet w Oslo. 
W późniejszych latach zdobyli mistrzostwo (1922) i wicemistrzostwo (1921) nordyckie. W 1923 roku, po zdobyciu wicemistrzostwa świata Yngvar postanowił zakończyć karierę sportową, zaś Alexia porzuciła łyżwiarstwo i zaczęła startować w dyscyplinach takich jak: pływanie, narciarstwo, kolarstwo. Zmarła w wieku 94 lat.

## Osiągnięcia
Z Yngvarem Brynem
| Zawody                | 1908           | 1909           | 1910           | 1911           | 1912           | 1913           | 1914           | 1919           | 1920           | 1921           | 1922           | 1923           |                |                |                |                |                |
| Międzynarodowe        | Międzynarodowe | Międzynarodowe | Międzynarodowe | Międzynarodowe | Międzynarodowe | Międzynarodowe | Międzynarodowe | Międzynarodowe | Międzynarodowe | Międzynarodowe | Międzynarodowe | Międzynarodowe | Międzynarodowe | Międzynarodowe | Międzynarodowe | Międzynarodowe | Międzynarodowe |
| --------------------- | -------------- | -------------- | -------------- | -------------- | -------------- | -------------- | -------------- | -------------- | -------------- | -------------- | -------------- | -------------- | -------------- | -------------- | -------------- | -------------- | -------------- |
| Igrzyska olimpijskie  |                |                |                |                |                |                |                |                | 2              |                |                |                |                |                |                |                |                |
| Mistrzostwa świata    |                | 5              |                |                | 3              | 4              | 5              |                |                |                | 5              | 2              |                |                |                |                |                |
| Mistrzostwa nordyckie |                |                |                |                |                |                |                |                |                | 2              | 1              |                |                |                |                |                |                |
| Krajowe               |                |                |                |                |                |                |                |                |                |                |                |                |                |                |                |                |                |
| Mistrzostwa Norwegii  | 1              | 1              | 1              | 1              | 1              | 1              |                | 1              | 1              | 1              | 1              |                |                |                |                |                |                |